# Ferdinando Cazzamalli
Ferdinando Cazzamalli (Crema, 4 agosto 1887 – Como, 30 dicembre 1958) è stato un politico italiano.

## Biografia
Medico psichiatra e docente universitario di neuropsichiatria, nel 1937 fondò a Roma insieme a Emilio Servadio, Giovanni Schepis e Luigi Sanguineti la Società Italiana di Metapsichica (oggi Associazione Italiana Scientifica di Metapsichica).
Militò nelle file del Partito Socialista Italiano, con cui venne eletto alla Camera dei Deputati alle elezioni del 1919 e del 1921. Al XVII e XVIII Congresso del Partito Socialista Italiano, tenuti nel 1921, sostenne la corrente massimalista unitaria, contraria all'espulsione dei riformisti richiesta dall'Internazionale Comunista. Al XIX Congresso (1922), di fronte alla decisione della maggioranza massimalista di procedere all'epurazione dell'ala destra, appoggiò i riformisti di Filippo Turati, Claudio Treves e Giacomo Matteotti, con cui diede vita al Partito Socialista Unitario.